# Kazuhisa Wada
Kazuhisa Wada (和田 和久?, Wada Kazuhisa; ...) è un autore di videogiochi giapponese.
Lavora per Atlus dal 1998. È il direttore del P-Studio, il team di sviluppo di Atlus che si occupa della serie Persona.

## Videogiochi
- Persona 2: Innocent Sin (1999), Design Special Advisor
- Maken X (1999), Event Designer
- Persona 2: Eternal Punishment (2000), CG Movie
- Shin Megami Tensei: Nocturne (2003), Event Designer, Designer
- Shin Megami Tensei: Digital Devil Saga (2004), Event Design Leader, Character CG Designer
- Shin Megami Tensei: Digital Devil Saga 2 (2005), Event Designer, Character CG Designer
- Persona 3 (2006), Chief Designer
- Persona 4 (2008), Chief Designer
- Persona 3 Portable (2009), Chief Designer
- Catherine (2011), Chief Designer
- Persona 4 Arena (2012), Direttore
- Persona 4 Golden (2012), Chief Designer
- Persona 4 Arena Ultimax (2013), Direttore
- Persona 4: Dancing All Night, (2015), Direttore, Produttore
- Persona 5: Dancing in Starlight, (2018), Produttore
- Persona 3: Dancing in Moonlight, (2018), Produttore
- Persona Q2: New Cinema Labyrinth, (2018), Direttore di produzione
- Catherine: Full Body, (2019), Capo progettista
- Persona 5 Royal, (2019), Produttore
- Persona 5 Strikers, (2020), Produttore creativo